# Коротков, Геннадий Андреевич
Геннадий Андреевич Коротков (1905—1961) — советский специалист по истории литературы и архитектуры, автор художественных произведений.

## Биография
Родился в 1905 году в городе Оса Уральской области.
В 1923 году окончил Пермский художественный техникум. В 1927 году окончил Ленинградский государственный университет. В 1920-е годы сотрудник РАНИОН, затем аспирант Института литературы и языков Востока, в тот же период работал в редакции «Красная газета» в Ленинграде.
С 1930 по 1932 годы был научным сотрудником в Ленинградском институте истории, философии и лингвистики.
В 1936—1956 года — сотрудник Ленинградского отделения Союза архитекторов. В годы Великой Отечественной войны — сотрудник Воениздата. Имел звание младшего лейтенанта. В 1940-е года сотрудник Пушкинского общества, в 1950-е — член союза архитекторов, ответственный секретарь журнала «Строительство и архитектура Ленинграда».

## Область научных интересов
Коротков Геннадий Андреевич — специалист по истории литературы и архитектуры, автор художественных произведений.

## Изданные работы
- «Молодняк» Ленинград, 1924 год.
- «Толстой и пролетариат» Ленинград, 1928 год.
- «На фронте классовых битв» Рубцовск, 1929 год.
- «Великий русский драматург Александр Николаевич Островский (1823—1886 года)» Ленинград, 1949 год.
- «Новый ансамбль на Крестовском острове» 1951 год.
- «Город Пушкин / Ред. Г. А. Коротков» Ленинград, 1953 год.

## Награды
За участие в Великой Отечественной войне награждён орденами и медалями:
- Орден Отечественной войны II степени (1945)
- Два Ордена Красной Звезды (1944, 1945)
- Медаль «За оборону Ленинграда» (1943)
- Медаль «За победу над Германией» (1945)
- именные часы от командования